# Selección femenina de fútbol de Escocia
La Selección femenina de fútbol de Escocia es el equipo representativo del país en las competiciones oficiales de fútbol femenino. Su organización está a cargo de la Asociación Escocesa de Fútbol, perteneciente a la UEFA y a la FIFA.

## Copa Mundial
| Copa Mundial Femenina de Fútbol | Copa Mundial Femenina de Fútbol | Copa Mundial Femenina de Fútbol | Copa Mundial Femenina de Fútbol | Copa Mundial Femenina de Fútbol | Copa Mundial Femenina de Fútbol | Copa Mundial Femenina de Fútbol | Copa Mundial Femenina de Fútbol | Copa Mundial Femenina de Fútbol |
| Año                             | Ronda                           | Posición                        | PJ                              | PG                              | PE                              | PP                              | GF                              | GC                              |
| ------------------------------- | ------------------------------- | ------------------------------- | ------------------------------- | ------------------------------- | ------------------------------- | ------------------------------- | ------------------------------- | ------------------------------- |
| China 1991                      | No participó                    | No participó                    | No participó                    | No participó                    | No participó                    | No participó                    | No participó                    | No participó                    |
| Suecia 1995                     | No se clasificó                 | No se clasificó                 | No se clasificó                 | No se clasificó                 | No se clasificó                 | No se clasificó                 | No se clasificó                 | No se clasificó                 |
| Estados Unidos 1999             | Imposibilitado de Clasificar    | Imposibilitado de Clasificar    | Imposibilitado de Clasificar    | Imposibilitado de Clasificar    | Imposibilitado de Clasificar    | Imposibilitado de Clasificar    | Imposibilitado de Clasificar    | Imposibilitado de Clasificar    |
| Estados Unidos 2003             | Imposibilitado de Clasificar    | Imposibilitado de Clasificar    | Imposibilitado de Clasificar    | Imposibilitado de Clasificar    | Imposibilitado de Clasificar    | Imposibilitado de Clasificar    | Imposibilitado de Clasificar    | Imposibilitado de Clasificar    |
| China 2007                      | No se clasificó                 | No se clasificó                 | No se clasificó                 | No se clasificó                 | No se clasificó                 | No se clasificó                 | No se clasificó                 | No se clasificó                 |
| Alemania 2011                   | No se clasificó                 | No se clasificó                 | No se clasificó                 | No se clasificó                 | No se clasificó                 | No se clasificó                 | No se clasificó                 | No se clasificó                 |
| Canadá 2015                     | No se clasificó                 | No se clasificó                 | No se clasificó                 | No se clasificó                 | No se clasificó                 | No se clasificó                 | No se clasificó                 | No se clasificó                 |
| Francia 2019                    | Fase de grupos                  | 19.º                            | 3                               | 0                               | 1                               | 2                               | 5                               | 7                               |
| Australia-Nueva Zelanda 2023    | No clasificó                    | No clasificó                    | No clasificó                    | No clasificó                    | No clasificó                    | No clasificó                    | No clasificó                    | No clasificó                    |
| Total                           | 1/9                             | 19.º                            | 3                               | 0                               | 1                               | 2                               | 5                               | 7                               |

## Fútbol en los Juegos Olímpicos
- En los Juegos Olímpicos, el estatuto del Comité Olímpico Internacional solo permite que compita un equipo de Gran Bretaña, que representa a todo el Reino Unido. Como Londres fue sede de los Juegos Olímpicos de verano de 2012, se ingresó a un equipo de Gran Bretaña y se seleccionaron dos jugadoras de Escocia (Kim Little e Ifeoma Dieke) para el equipo. En junio de 2013, la Asociación Inglesa de Fútbol indicó que estarían preparados para dirigir equipos femeninos en futuros torneos olímpicos sujetos a que una de las naciones de origen cumpla con los criterios de calificación (es decir, que sea una de las tres principales naciones europeas en la Copa Mundial Femenina ). Siguiendo las objeciones de las asociaciones de fútbol de Escocia, Gales e Irlanda del Norte, y el compromiso de la FIFA de que no permitirían la entrada de un equipo británico a menos que las cuatro Naciones de casa estuvieran de acuerdo, la Asociación de Fútbol Inglesa dijo que no buscaría participar en el torneo de los Juegos Olímpicos de verano 2016. El tercer puesto que Inglaterra obtuvo en la Copa Mundial 2015 hubiera calificado a Gran Bretaña para los Juegos Olímpicos, pero no se ingresó a un equipo. Se llegó a un acuerdo entre las cuatro asociaciones antes de los Juegos Olímpicos de verano de 2020, y la calificación dependerá de la actuación de Inglaterra en la Copa del Mundo de 2019.

## Eurocopa
| Eurocopa Femenina | Eurocopa Femenina              | Eurocopa Femenina              | Eurocopa Femenina              | Eurocopa Femenina              | Eurocopa Femenina              | Eurocopa Femenina              | Eurocopa Femenina              | Eurocopa Femenina |
| Año               | Euro                           | Euro                           | Euro                           | Euro                           | Euro                           | Euro                           | Euro                           |                   |
| Año               | Ronda                          | PJ                             | G                              | E                              | P                              | GF                             | GC                             |                   |
| ----------------- | ------------------------------ | ------------------------------ | ------------------------------ | ------------------------------ | ------------------------------ | ------------------------------ | ------------------------------ | ----------------- |
| 1984              | No clasificó                   | No clasificó                   | No clasificó                   | No clasificó                   | No clasificó                   | No clasificó                   | No clasificó                   |                   |
| 1987              | No clasificó                   | No clasificó                   | No clasificó                   | No clasificó                   | No clasificó                   | No clasificó                   | No clasificó                   |                   |
| 1989              | No clasificó                   | No clasificó                   | No clasificó                   | No clasificó                   | No clasificó                   | No clasificó                   | No clasificó                   |                   |
| 1991              | No participó                   | No participó                   | No participó                   | No participó                   | No participó                   | No participó                   | No participó                   |                   |
| 1993              | No clasificó                   | No clasificó                   | No clasificó                   | No clasificó                   | No clasificó                   | No clasificó                   | No clasificó                   |                   |
| 1995              | No clasificó                   | No clasificó                   | No clasificó                   | No clasificó                   | No clasificó                   | No clasificó                   | No clasificó                   |                   |
| 1997              | Imposibilitado para clasificar | Imposibilitado para clasificar | Imposibilitado para clasificar | Imposibilitado para clasificar | Imposibilitado para clasificar | Imposibilitado para clasificar | Imposibilitado para clasificar |                   |
| 2001              | Imposibilitado para clasificar | Imposibilitado para clasificar | Imposibilitado para clasificar | Imposibilitado para clasificar | Imposibilitado para clasificar | Imposibilitado para clasificar | Imposibilitado para clasificar |                   |
| 2005              | No clasificó                   | No clasificó                   | No clasificó                   | No clasificó                   | No clasificó                   | No clasificó                   | No clasificó                   |                   |
| 2009              | No clasificó                   | No clasificó                   | No clasificó                   | No clasificó                   | No clasificó                   | No clasificó                   | No clasificó                   |                   |
| 2013              | No clasificó                   | No clasificó                   | No clasificó                   | No clasificó                   | No clasificó                   | No clasificó                   | No clasificó                   |                   |
| 2017              | Fase de grupos                 | 3                              | 1                              | 0                              | 2                              | 2                              | 8                              |                   |
| 2022              | No clasificó                   | No clasificó                   | No clasificó                   | No clasificó                   | No clasificó                   | No clasificó                   | No clasificó                   |                   |
| Totals            | 1/12                           | 3                              | 1                              | 0                              | 2                              | 2                              | 8                              |                   |

## Liga de Naciones
| Liga de Naciones Femenina de la UEFA | Liga de Naciones Femenina de la UEFA | Liga de Naciones Femenina de la UEFA | Liga de Naciones Femenina de la UEFA | Liga de Naciones Femenina de la UEFA | Liga de Naciones Femenina de la UEFA | Liga de Naciones Femenina de la UEFA | Liga de Naciones Femenina de la UEFA | Liga de Naciones Femenina de la UEFA | Liga de Naciones Femenina de la UEFA |
| Año                                  | Liga                                 | Grupo                                | Posición                             | PJ                                   | PG                                   | PE                                   | PP                                   | GF                                   | GC                                   |
| ------------------------------------ | ------------------------------------ | ------------------------------------ | ------------------------------------ | ------------------------------------ | ------------------------------------ | ------------------------------------ | ------------------------------------ | ------------------------------------ | ------------------------------------ |
| 2023-24                              | A                                    | 1                                    | Cuarto lugar                         | 6                                    | 0                                    | 2                                    | 4                                    | 3                                    | 15                                   |
| Total                                | Total                                | Total                                | Total                                | 6                                    | 0                                    | 2                                    | 4                                    | 3                                    | 15                                   |

## Jugadoras

### Última convocatoria
Las siguientes jugadoras fueron convocadas para la Clasificación para la Eurocopa Femenina 2021 en febrero de 2021.
Apariciones, goles y clubes actualizados al 1 de diciembre de 2020.
| No. | Pos. | Jugadora          | Fecha de nacimiento (edad)         | Apa. | Goles | Club              |
| --- | ---- | ----------------- | ---------------------------------- | ---- | ----- | ----------------- |
|     | POR  | Lee Alexander     | 23 de septiembre de 1991 (33 años) | 27   | 0     | Glasgow City      |
|     | POR  | Megan Cunningham  | 14 de julio de 1995 (29 años)      | 2    | 0     | Rangers           |
|     | POR  | Jenna Fife        | 1 de diciembre de 1995 (29 años)   | 5    | 0     | Rangers           |
|     | DEF  | Sophie Howard     | 17 de septiembre de 1993 (31 años) | 19   | 1     | Leicester City    |
|     | DEF  | Emma Mitchell     | 19 de septiembre de 1992 (32 años) | 65   | 7     | Reading           |
|     | DEF  | Rachel McLauchlan | 7 de julio de 1997 (27 años)       | 7    | 0     | Rangers           |
|     | MED  | Lucy Graham       | 10 de octubre de 1996 (28 años)    | 7    | 0     | Everton           |
|     | MED  | Samantha Kerr     | 17 de abril de 1999 (26 años)      | 1    | 0     | Rangers           |
|     | MED  | Lisa Robertson    | 16 de mayo de 1992 (33 años)       | 0    | 0     | Celtic            |
|     | MED  | Natalie Ross      | 14 de septiembre de 1989 (35 años) | 11   | 0     | Celtic            |
|     | MED  | Caroline Weir     | 20 de junio de 1995 (29 años)      | 75   | 11    | Manchester City   |
|     | DEL  | Lizzie Arnot      | 1 de marzo de 1996 (29 años)       | 34   | 2     | Rangers           |
|     | DEL  | Erin Cuthbert     | 19 de julio de 1998 (26 años)      | 40   | 13    | Chelsea           |
|     | DEL  | Claire Emslie     | 08 de marzo de 1994 (31 años)      | 30   | 7     | Everton           |
|     | DEL  | Lisa Evans        | 21 de mayo de 1992 (33 años)       | 85   | 17    | Arsenal           |
|     | DEL  | Kirsty Hanson     | 17 de abril de 1998 (27 años)      | 4    | 0     | Manchester United |
|     | DEL  | Zoe Ness          | 24 de marzo de 1996 (29 años)      | 9    | 1     | Rangers           |
|     | DEL  | Martha Thomas     | 31 de mayo de 1996 (29 años)       | 6    | 2     | West Ham United   |